# Gillet (automobili)

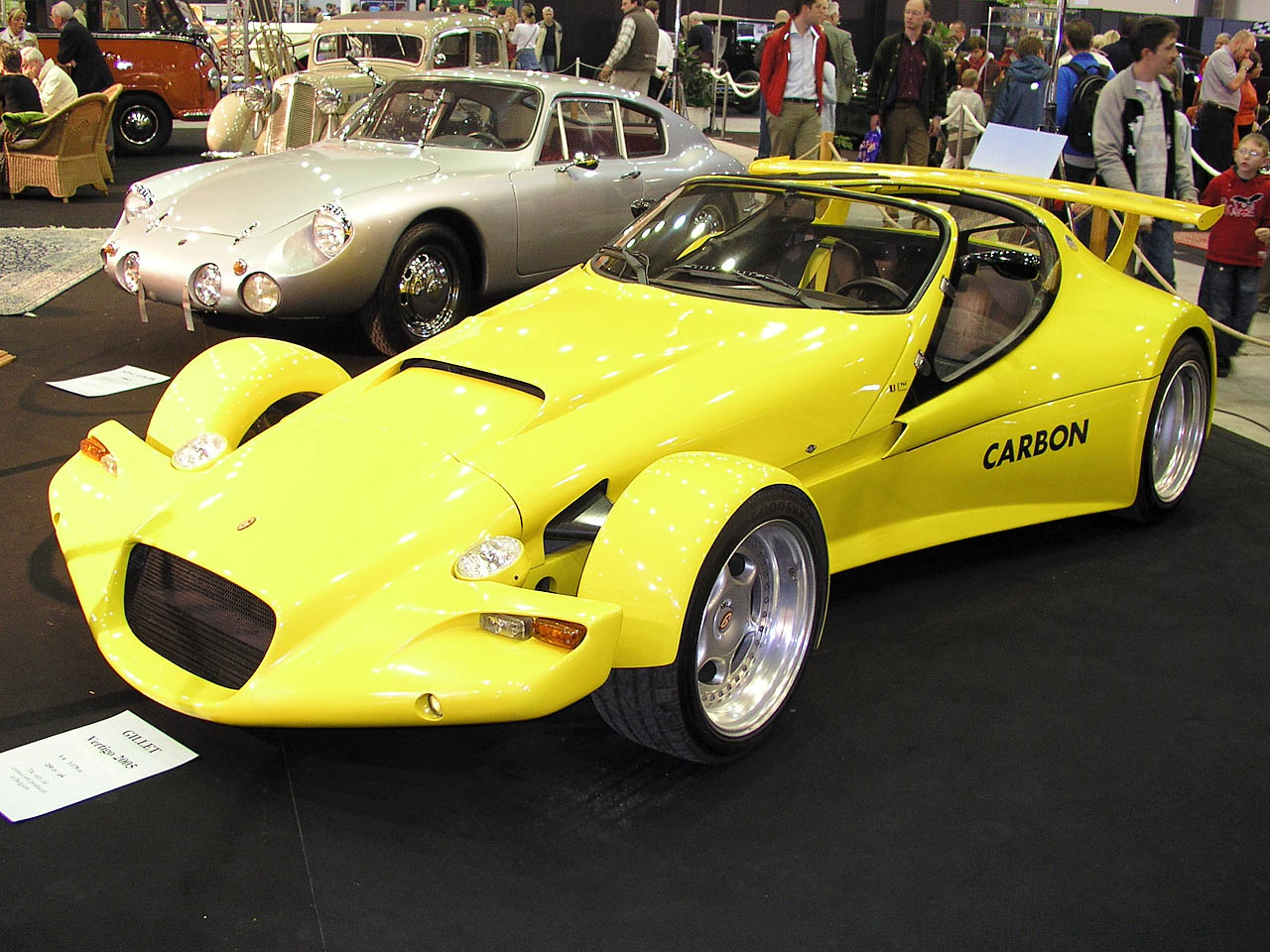
Una Gillet Vertigo del 1994

Gillet è un costruttore belga di automobili, la cui produzione è iniziata nel 1994 con il modello Vertigo motorizzata con un V6 Alfa Romeo.
La Gillet nasce ad opera del pilota Tony Gillet che mise in campo tutta la sua esperienza nel realizzare la Vertigo.
Il progetto iniziò negli anni novanta ma il modello venne presentato soltanto nel gennaio del '92 al Salone dell'automobile di Bruxelles. L'anno seguente la vettura venne esposta anche a Parigi e Ginevra.
Nel 2006 la Gillet partecipa al FIA GT World Championship con i piloti Bas Leinders e Renaud Kuppens.

## Curiosità
La Gillet Vertigo ha ottenuto il record di accelerazione 0 a 100 km/h nel 1994, con un tempo di soli 3,266 secondi. Ciò è dovuto non solo alla potenza del motore 910 cv, ma anche al ridottissimo peso di soli 750 Kg.